# Callen
Callen (gaskonsko Calen) je naselje in občina v francoskem departmaju Landes regije Akvitanije. Naselje je leta 2009 imelo 142 prebivalcev.

## Geografija
Kraj leži v pokrajini Gaskonji znotraj naravnega regijskega parka Landes de Gascogne, 52 km severno od Mont-de-Marsana.

## Uprava
Občina Callen skupaj s sosednjimi občinami Argelouse, Luxey in Sore sestavlja kanton Sore s sedežem v Soru. Kanton je sestavni del okrožja Mont-de-Marsan.

## Zanimivosti
- cerkev Saint-Pey de Callen,
- vodnjak sv. Evtropija.